# Lophozosterops goodfellowi
Lophozosterops goodfellowi е вид птица от семейство Zosteropidae.

## Разпространение
Видът е разпространен във Филипините.